# Samuel P. Taylor State Park
Samuel P. Taylor State Park is een staatspark van de Amerikaanse staat Californië. Het natuurreservaat ligt in Marin County, bijna 40 kilometer ten noordwesten van San Francisco. Het is 11,66 km² groot en omvat zeldzaam kustmammoetboombos, waarvan 2,4 km² oerbos. Een andere vindplaats van zeldzame oude sequoia's in Marin County is het Muir Woods National Monument verder zuidwaarts.
Het park werd opgericht in 1945 en is vernoemd naar Samuel Penfield Taylor, een goudzoeker tijdens de Californische goldrush die later een papiermolen en kampeerplaats bouwde in Marin County.
Samuel P. Taylor State Park is een kleine trekpleister. Er zijn kampeer- en picknickplaatsen. Bezoekers gaan erheen om er te wandelen, te fietsen of te paardrijden. Populaire wandelingen zijn de Pioneer Tree Trail door een deel van het oerbos en de dagwandeling naar Barnabe Peak.